# Stephen Moore (Schauspieler)
Stephen Moore (* 11. Dezember 1937 in Brixton, England; † 4. Oktober 2019) war ein britischer Schauspieler.

## Leben und Wirken
Moore wurde in seiner britischen Heimat sowohl als Theater- als auch als Fernsehschauspieler bekannt; so spielte er beispielsweise am Royal National Theatre in London.
Für das Fernsehen wirkte er seit 1959 in vielen Serien mit, wie z. B. The Last Place on Earth, The Queen’s Nose oder The Mersey Beat. Er war die Stimme des Roboters Marvin in Per Anhalter durch die Galaxis.
International bekannt wurde Moore durch die Rolle des Vaters George Mole in Das geheime Tagebuch des Adrian Mole.
1999 spielte er in dem Fernsehfilm Kampf der Kobolde – Die Legende einer verbotenen Liebe den Buttergeist Jantee.

## Filmografie (Auswahl)
- 1967: The White Bus
- 1976: Mit Schirm, Charme und Melone (The New Avengers; Fernsehserie, 1 Folge)
- 1977: Die Brücke von Arnheim (A Bridge Too Far)
- 1980: Der Löwe zeigt die Krallen (Rough Cut)
- 1981: Per Anhalter durch die Galaxis (The Hitchhiker's Guide to the Galaxy; Fernsehserie, 5 Folgen)
- 1981: Wiedersehen mit Brideshead (Brideshead Revisited, Fernseh-Miniserie)
- 1985: Das geheime Tagebuch des Adrian Mole (The Secret Diary of Adrian Mole, Aged 13¾; Fernsehserie, 6 Folgen)
- 1986: Clockwise – Recht so, Mr. Stimpson (Clockwise)
- 1989: Inspektor Morse, Mordkommission Oxford (Inspector Morse; Fernsehserie, 1 Folge)
- 1992: The Bill (Fernsehserie, 1 Folge)
- 1992: Van der Valk (Fernsehserie, 1 Folge)
- 1993–1998: Casualty (Fernsehserie, 2 Folgen)
- 1995: Die Scharfschützen (Sharpe; Fernsehserie, 1 Folge)
- 1995: Inspektor Fowler – Härter als die Polizei erlaubt (The Thin Blue Line; Fernsehserie, 1 Folge)
- 1996: Brassed Off – Mit Pauken und Trompeten (Brassed Off)
- 1999: A Christmas Carol – Die Nacht vor Weihnachten (A Christmas Carol)
- 1999: Kampf der Kobolde – Die Legende einer verbotenen Liebe (The Magical Legend of the Leprechauns)
- 2001: Silent Witness (Fernsehserie, 1 Folge)
- 2002: Dawson’s Creek (Fernsehserie, 1 Folge)
- 2003: Starhunter (Fernsehserie, 1 Folge)
- 2004: New Tricks – Die Krimispezialisten (New Tricks; Fernsehserie, 1 Folge)
- 2009: Radio Rock Revolution (The Boat That Rocked)
- 2010: Doctor Who (Fernsehserie, 1 Folge)